# Rune Lange
Rune Lange, né le 24 juin 1977 à Tromsø (Norvège), est un footballeur norvégien, qui évolue au poste d'attaquant en équipe de Norvège.
Lange n'a marqué aucun but lors de son unique sélection avec l'équipe de Norvège en 2004..

## Biographie
Grand attaquant très puissant et fort de la tête, Rune Lange découvre le plus haut niveau à Tromsø IL. Il rejoint ensuite le FC Bruges en 2001 après un passage en Turquie. Il est une valeur sûre du club, il inscrit 75 buts pour le club en 157 matchs mais il souffre de gros problèmes physiques. En 2006, son contrat n'est pas renouvelé et il rentre dans son pays natal, au Vålerenga IF.

## Carrière
- 1994-1997 : Tromsdalen UIL  Norvège
- 1997-2000 : Tromsø IL  Norvège
- 2000-2001 : Trabzonspor  Turquie
- 2001-2006 : FC Bruges  Belgique
- 2006-2009 : Vålerenga IF  Norvège
- 2008 : Tromsø IL  Norvège (prêt)
- 2009 : Hartlepool United Football Club  Angleterre
- 2009 : Kvik Halden

## Palmarès

### En équipe nationale
- 1 sélections et 0 but avec l'équipe de Norvège en 2004.

### Avec le FC Bruges
- Vainqueur du Championnat de Belgique de football en 2003 et 2005.
- Vainqueur de la Coupe de Belgique de football en 2002 et 2004.
- Vainqueur de la Supercoupe de Belgique de football en 2002, 2003, 2004 et 2005.